# Etwinning
L'action eTwinning est une initiative de la Commission européenne qui vise à encourager les écoles européennes à collaborer en utilisant les technologies de l'information et de la communication en fournissant l'infrastructure nécessaire (outils en ligne, services, support).
Les enseignants inscrits dans l'action eTwinning sont invités à former des partenariats et à développer des projets scolaires pédagogiques collaboratifs dans n'importe quel domaine avec les seules exigences d'utiliser le numérique pour développer leur projet et collaborer avec des enseignants d'autres pays européens (au moins deux enseignants sont nécessaires pour un projet national, et deux enseignants de deux pays différents pour un projet européen). Le site de référence pour l'action eTwinning est le portail eTwinning , disponible en vingt-cinq langues, et plusieurs pays dont la France proposent également leur site local, proposant des documents d'aide et d'accompagnement, des exemples de projets ou d'activités pédagogiques et des informations diverses (actualités, contacts locaux...).
Les enseignants inscrits à l'action eTwinning, également appelés eTwinners, se retrouvent, communiquent, partagent des ressources et collaborent via la plateforme eTwinning. Cette communauté grandissante et active a motivé le changement de la devise d'eTwinning de « Partenariats scolaires en Europe » à « La communauté pour les établissements scolaires d’Europe ».

## Création
Le projet est né en 2005 dans le cadre du programme e-Learning de l' Union européenne et il est intégré au programme Lifelong Learning depuis 2007. eTwinning fait partie d'Erasmus +, le programme de l'Union Européenne pour l'éducation, la formation, la jeunesse et le sport .

## Histoire
L'action eTwinning a été lancée en janvier 2005. Ses principaux objectifs étaient conformes à la décision prise par le Conseil européen de Barcelone en mars 2002 de promouvoir le jumelage scolaire comme une opportunité pour tous les élèves d'apprendre et de pratiquer les compétences numériques et de faire connaître le modèle multiculturel de la société européenne. Il s'agit désormais d'une composante majeure du programme Erasmus +, le programme de l'UE pour l'éducation, la formation, la jeunesse et le sport. Plus de 13 000 écoles ont participé à eTwinning au cours de sa première année. À l'automne 2008, plus de 50 000 enseignants et 4 000 projets ont été enregistrés, tandis qu'une nouvelle plateforme eTwinning a été lancée. En février 2020, plus de 100 000 projets étaient en cours dans les salles de classe à travers l'Europe, le nombre total d'enseignants inscrits ayant augmenté de façon spectaculaire pour atteindre 780 000 et le nombre d'écoles enregistrées est supérieur à 200 000 (chiffres mis à jour quotidiennement sur le portail). Début 2009, la devise eTwinning est passée de « Partenariats scolaires en Europe » à « La communauté des écoles en Europe ».

## Fonctionnement
Le concept principal d'eTwinning est que les écoles sont jumelées à une autre école ailleurs en Europe et développent en collaboration un projet, également connu sous le nom de projet eTwinning. Les deux écoles communiquent ensuite via Internet (par exemple, par courrier électronique ou par vidéoconférence) pour collaborer, partager et apprendre l'une de l'autre. eTwinning encourage et développe les compétences numériques car les principales activités utilisent de manière inhérente le numérique. Le « jumelage » avec une école étrangère encourage également les échanges interculturels de connaissances, stimule la conscience interculturelle des élèves et améliore leurs compétences en communication.
Les projets eTwinning peuvent durer d'une semaine à plusieurs mois, jusqu'à la création de relations permanentes entre les écoles. Les écoles (primaires et secondaires) des États membres de l'Union européenne peuvent participer au projet eTwinning, en plus des écoles de Turquie, de Norvège et d'Islande.
Contrairement à d'autres programmes européens, tels que le programme Comenius, toutes les communications se font via Internet et, par conséquent, aucune subvention n'est nécessaire (pas de déplacements physiques), même s'il est possible par la suite de proposer une mobilité Erasmus+. Dans le même ordre d'idées, les réunions virtuelles entre classes ne sont pas nécessaires, bien qu'elles ne soient pas interdites. Certaines écoles en organisent avec succès.
European Schoolnet coordonne le Bureau européen eTwinning (Central Support Service, CSS) au niveau européen. eTwinning est également pris en charge par un réseau de services d'assistance nationaux (NSS), avec régulièrement des réseaux locaux d'aide et d'accompagnement pour les enseignants (voir également l'exemple du réseau eTwinning France ci-dessous).

## Organisation en France
En France, l’action est pilotée par le ministère de l’Éducation nationale et de la Jeunesse, et confiée à Réseau Canopé. Le Bureau d’assistance national (BAN), hébergé par Canopé, assure un accompagnement personnalisé à la fois pédagogique et technique. Son action est relayée en académie par un correspondant eTwinning (le ou la « CorAc »). Des référents locaux (« ambassadeurs »), enseignants ou personnels de direction impliqués dans les projets eTwinning, sont également présents.

## Pays participants
Les États membres de l'Union européenne font partie d'eTwinning: Autriche, Belgique, Bulgarie, Croatie, Chypre, République tchèque, Danemark, Estonie, Finlande, France, Allemagne, Grèce, Hongrie, Irlande, Italie, Lettonie, Lituanie, Luxembourg, Malte, Pologne, Portugal, Roumanie, Slovaquie, Slovénie, Espagne, Suède, Pays-Bas et Royaume-Uni. Les départements et régions d'outre-mer et territoires d'outre-mer sont également éligibles. En outre, l'Albanie, la Bosnie-Herzégovine, la Macédoine du Nord, l'Islande, le Liechtenstein, la Norvège, la Serbie et la Turquie peuvent également participer.
Sept pays du voisinage européen - l'Arménie, l'Azerbaïdjan, la Géorgie, la Moldavie et l'Ukraine, composent le Partenariat oriental et la Tunisie et la Jordanie, du Partenariat euro-méditerranéen (EUROMED) font également partie d'eTwinning via le programme eTwinning Plus.